# Toni Kroos

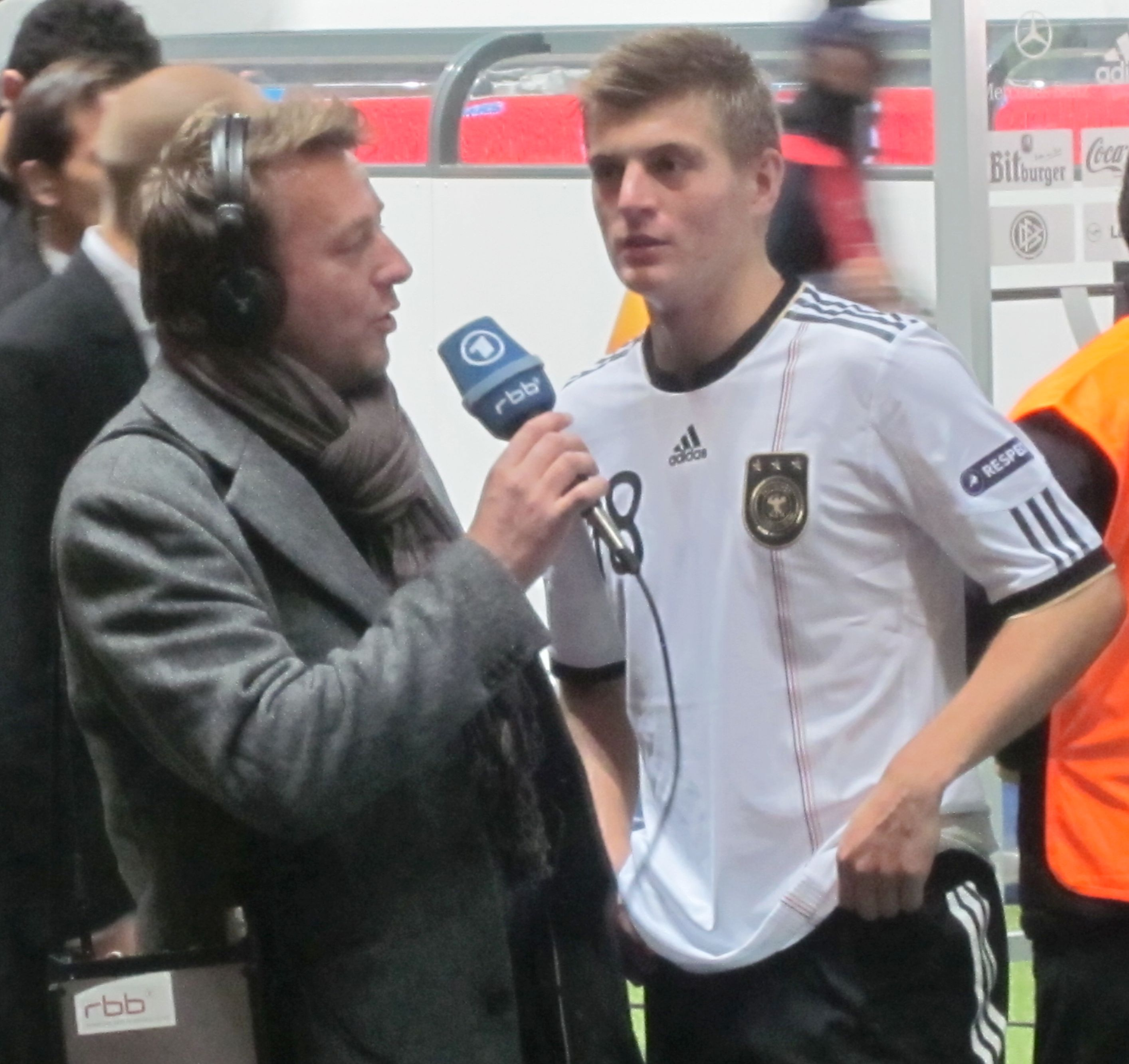
Toni Kroos en un entrevista.

Toni Kroos   (Greifswald, 4 de gener de 1990) és un exfutbolista de nacionalitat alemanya. També ha fet de podcaster.

## Trajectòria esportiva
El 21 de desembre de 2013 formà part de l'equip titular del FC Bayern de Múnic que esdevingué campió del Campionat del Món de Clubs de futbol 2013, a Marràqueix, Marroc, en derrotar per 2-0 el Raja Casablanca.
El juliol de 2014 el Reial Madrid va anunciar el fitxatge del jugador, que va adquirir al FC Bayern de Múnic per uns 30 milions d'euros.

## Selecció alemanya
Va participar en el mundial sub-17 de Corea 2007 amb la selecció del seu país, sent eliminats en el partit de semifinals amb Nigèria (qui després s'adjudica la copa contra Espanya) per 3-1, sent el gol alemany marcat per Toni Kroos. AL finalitzar aquest esdeveniment, Kroos va guanyar el Trofeu al Millor Jugador Sub-17 i amb la Bota de Bronze del torneig, a l'arribar a ser el 3r golejador amb 5 gols.
El 8 de maig de 2014 va ser inclòs pel seleccionador alemany Joachim Löw a la llista preliminar de 30 jugadors per la fase final del mundial de 2014. Posteriorment, el juny de 2014 fou ratificat com un dels 23 seleccionats per representar Alemanya a la Copa del Món de Futbol de 2014 al Brasil.
L'11 de juliol de 2014 la FIFA va anunciar la seva inclusió entre els deu candidats a la Pilota d'Or al Millor Jugador del Mundial (els guanyadors de les Pilotes d'Or, Plata i Bronze als tres millors jugadors del Mundial del Brasil serien anunciats el dia 14, un dia després de la disputa de la final del Mundial a l'estadi de Maracaná).

## Palmarès

### Club
Bayern de Múnic
- 3 1. Bundesliga: 2007-08, 2012-13, 2013-14
- 3 DFB-Pokal: 2007-08, 2012-13, 2013-14
- 1 DFL-Supercup: 2012
- 1 Lliga de Campions de la UEFA: 2012–13
- 1 Supercopa d'Europa: 2013[12][13]
- 1 Campionat del món de clubs: 2013[2]

Reial Madrid
- 5 Lligues de Campions: 2015–16,[14] 2016–17,[15] 2017–18, 2021–22, 2023–24[16]
- 4 Supercopes d'Europa: 2014,[17][18][19] 2016,[20] 2017, 2022
- 5 Campionats del món de clubs: 2014,[21] 2016,[22] 2017,[23] 2018, 2022
- 4 Lligues espanyoles: 2016-17,[24] 2019-20, 2021-22, 2023-24[25]
- 1 Copa del Rei: 2022-23[26]
- 4 Supercopes d'Espanya: 2017,[27] 2019-20, 2021-22, 2023-24[28]

### Selecció alemanya
- 1 Copa del Món: 2014